# Moravičany
Moravičany (en allemand : Morawitschan) est une commune du district de Šumperk, dans la région d'Olomouc, en République tchèque. Sa population s'élevait à 1 347 habitants en 2023.

## Géographie
Moravičany se trouve à 4 km au sud-est de Mohelnice, à 25 km au sud de Šumperk, à 28 km au nord-ouest d'Olomouc et à 185 km à l'est-sud-est de Prague.
La commune est limitée par Mohelnice au nord, par Stavenice et Medlov à l'est, par Bílá Lhota et Palonín au sud, et par Loštice à l'ouest.

## Histoire
La première mention écrite de la localité date de 1249.

## Administration
La commune se compose de trois sections :
- Moravičany
- Doubravice
- Mitrovice

## Transports
Par la route, Moravičany se trouve à 4,6 km de Mohelnice, à 30 km de Šumperk, à 31 km d'Olomouc et à 216 km de Prague.